# Peter Emmrich (Mediziner, Juni 1938)
Peter Emmrich (* 25. Juni 1938 in Chemnitz) ist ein deutscher Pathologe.

## Leben
Emmrich studierte von 1956 bis 1962 Medizin an der Karl-Marx-Universität Leipzig, wo er 1962 mit einer statistischen Untersuchung über Missbildungen promovierte. 1978 folgte ebenfalls in Leipzig die Habilitation für Pathologie.
Von 1992 bis 2003 war er ordentlicher Professor für Allgemeine Pathologie und Pathologische Anatomie an der Medizinischen Fakultät der Universität Leipzig.